# Takakia lepidozioides
Takakia lepidozioides là một loài rêu trong họ Takakiaceae. Loài này được S. Hatt. & Inoue mô tả khoa học đầu tiên năm 1958.